# Cinara pallidipes
Cinara pallidipes är en insektsart som beskrevs av Hottes 1958. Cinara pallidipes ingår i släktet Cinara och familjen långrörsbladlöss. Inga underarter finns listade i Catalogue of Life.